# 原田隆史
原田 隆史（はらだ たかし、1960年8月13日 - ）は日本の教育者。大阪府出身。奈良教育大学出身。
20年間の大阪市内公立中学校教諭経験を経て、天理大学人間学部講師に着任。大阪・東京教師塾主宰、塾頭、教師養成塾（KYJ)主宰。2007年に大阪で開催された世界陸上では、大阪市世界陸上推進室 広報アドバイザーを務めた。現在は、株式会社原田教育研究所　代表取締役社長。元埼玉県教育委員。高知市教育アドバイザー、三重県政策アドバイザー、奈良市教育スーパーバイザーも務めた。
ビジネス・ブレークスルー大学 経営学部　グローバル経営学科　教授。
現在は、企業での人材育成研修や講演、教育講演を活発に行なっている。これまでに約600社、15万人に向け研修を行ったとされている。
理念は「未来を切り拓く自立型人間を育成し日本の未来に貢献すること」。メンタルトレーニングにも造詣が深く、学生スポーツに限らず、プロスポーツ選手や、芸能人に対してもメンタルトレーニングを使ったコーチングを行っている。2024年現在、30冊の著書（文庫版含む）を発行している。

## 陸上競技部指導の実績
大阪市内公立中学校に保健体育科教員、生徒指導主事として20年間勤務。「自立型人間育成教育＝原田メソッド」を活用し指導した陸上競技部では7年間で13回の個人日本一を達成した。

## 日本一13回の実績
全日本中学校陸上競技選手権大会 優勝4回
- 1998年 山形県 男子三種競技B優勝、女子走高跳優勝
- 2000年 長崎県 男子砲丸投優勝、女子砲丸投優勝

国民体育大会 優勝2回
- 1998年 神奈川県 女子走高跳優勝
- 2000年 富山県 女子砲丸投優勝

ジュニアオリンピック陸上競技大会 優勝2回
- 2000年 神奈川県 男子砲丸投優勝
- 2002年 神奈川県 男子砲丸投優勝

全日本中学校通信陸上競技大会 優勝3回
- 1998年 大阪府 男子三種競技B優勝
- 2000年 大阪府 男子砲丸投優勝/女子砲丸投優勝

日本ジュニア室内陸上競技大会 優勝2回
- 1999年 大阪府 女子走高跳優勝
- 1999年 神奈川県 女子走高跳優勝

日本中学記録
- 2001年 奈良県 男子砲丸投にて樹立（砲丸4.0 kg。現在は更新されています）

日本中学最高記録（タイ記録）
- 2000年 大阪府 男子砲丸投にて記録（砲丸5.443 kg。現在は更新されています）

全国大会、国体等 入賞総数53種目

## 著作
- 『カリスマ体育教師の常勝教育』（日経BP社、2003/10、ISBN 978-4-8222-4361-6）
- 『本気の教育でなければ子どもは変わらない (シリーズ教育を考える)』（旺文社、2003/10、ISBN 978-4-01-055025-0）
- 『成功の教科書 熱血!原田塾のすべて』（小学館、2005/2、ISBN 978-4-09-837661-2）
- 『夢を絶対に実現させる方法!(日経ベンチャーDVD BOOKS)』（日経BP社、2005/9、ISBN 978-4-8222-1027-4）
- 『大人が変わる生活指導』（日経BP社、2006/5、ISBN 978-4-8222-4507-8）
- 原田隆史、原田総合教育研究所 共著『カリスマ教師 原田隆史の夢を絶対に実現させる60日間ワークブック わずか2カ月で「なりたい自分」に必ずなれる!』（日経BP社、2007/10、ISBN 978-4-8222-6510-6）
- 『成功者の習慣 成功する人は何が違うのか』（ビジョネット事業部、2008/3、DVD）
- 『カリスマ教師の心づくり塾 (日経プレミアシリーズ 9)』（日本経済新聞社、2008/7、ISBN 978-4-532-26009-5）
- 『原田隆史の成功塾(日経ベンチャーDVD BOOKS)』（日経BP社、2008/11、ISBN 978-4-8222-6529-8）
- 『夢を絶対に実現させる手帳2009年版』（日経BP社、2009/2、ISBN 978-4-8222-6533-5）
- 『夢を絶対に実現させる手帳2010年(完全)版』（日経BP社、2009/11、ISBN 978-4-8222-6403-1）
- 『原田隆史の熱い言葉64 カリスマ指導者「8×8」の成功クレド』（実業之日本社、2010/3、ISBN 978-4-408-10841-4）
- 『いま、子どもたちに伝えたいこと』（ウェッジ、2010/4、ISBN 978-4-86310-071-8）
- 『折れない心を育てる 自画自賛力 (メディアファクトリー新書)』（メディアファクトリー、2011/8、ISBN 978-4-8401-4219-9）
- 『本気の教育でなければ子どもは変わらない（日経ビジネス文庫）』（日本経済新聞社、2012/4、ISBN 978-4-532-19634-9）
- 『The Harada Method the Spirit of Self-Reliance』（共著者／Norman Bodek、PCs Inc. 、2012/11、ISBN 978-0971243606）
- 『林檎の芯を見る〜現象から捉える本質〜』（未楽、2014/2、ISBN 978-4-9907365-0-7）
- 『Victory Loves Preparation〜備える者が、勝利を制す〜』（未楽、2014/3、ISBN 978-4-9907365-1-4）
- 『子どもの夢を叶える家族の教科書』（学研プラス、2014/11、ISBM 978-4054061705）
- 『一流の達成力』（共著者／柴山健太郎、フォレスト出版、2017/3、ISBN 978-4894517448）
- 『原田隆史監修 目標達成ノート STAR PLANNER (スタープランナー) 日付記入式手帳』（ディスカヴァー・トゥエンティワン、2017/4、ISBN  978-4799320594）
- 『最高の教師がマンガで教える目標達成のルール』（日経BP、2019/6、ISBN 978-4822289690）
- 『書いて鍛えて強くなる!原田式メンタル教育』（日経BP日本経済新聞出版本部、2020/6、ISBN 978-4532199791）
- 『最高の教師がマンガで教える勝利のメンタル』（日経BP 、2020/5、ISBN 978-4822288860）
- 『はじめての目標達成ノート』（ディスカヴァー・トゥエンティワン、2023/9、ISBN 978-4799329887）
- 『原田隆史の体育授業実践法 VOL.1「陸上編 〜走り幅跳び〜」』（ソーケン・ネットワーク、DVD）
- 『原田隆史の体育授業実践法 VOL.2「球技編 〜バスケットボール〜」』（ソーケン・ネットワーク、DVD）
- 『原田隆史の体育授業実践法 VOL.3「球技編 〜バレーボール〜」』（ソーケン・ネットワーク、DVD）
- 『原田隆史の体育授業実践法 VOL.4「生活指導編」』（ソーケン・ネットワーク、DVD）

## 出演番組

### 過去
- 新報道2001（フジテレビ）にて特集
- 情報ライブミヤネ屋 コメンテーター（読売テレビ）
- 日経スペシャル ガイアの夜明け 商いを磨く!変貌するユニクロ 〜店長630人の自立を目指して〜（2004年5月18日、テレビ東京）[2]。- 「人材の育成」を取材。
- 日経スペシャル カンブリア宮殿 「企業を変える、会社員への"生活指導"」（2006年6月5日、テレビ東京）[3]。